# Graham Collier
James Graham Collier OBE (* 21. Februar 1937 in Tynemouth, England; † 9. September 2011 in Chania, Griechenland) war ein britischer Jazzmusiker (Komponist, Bassist, Bandleader).

## Leben
Collier, Sohn eines Schlagzeugers, spielte zunächst in lokalen Bands Trompete. Sechzehnjährig hatte er eine Ausbildung als Musiker in der britischen Armee und spielte sechs Jahre in deren Tanz- und Jazzbands. Anschließend gewann er mit einer Komposition ein Stipendium des Down Beat an der Berklee School of Music, wo er von 1961 bis 1963 studierte. In dieser Zeit spielte er auch mit Jimmy Dorsey. 1964 gründete er nach seiner Rückkehr sein Ensemble, mit dem er seine eigenen Kompositionen aufführte. Von 1987 an unterrichtete er bis zu seiner Pensionierung im Jahr 2000 an der Royal Academy of Music. Zudem war er dem Liverpool Institute for Performing Arts als Patron verbunden. Nach seiner Pensionierung lebte er zunächst im südspanischen Ronda, seit 2008 mit seinem Lebenspartner, dem Autor John Gill, in der Ägäis, wo er in Skopelos ein Haus hatte. Collier starb im Krankenhaus von Chania an Herzversagen.

## Wirken
Seine Gruppe Graham Collier Music bestand in der Regel aus einem Sextett, zu dem lange Zeit neben Saxophonisten wie Alan Skidmore, John Surman oder Alan Wakeman, der Trompeter Harry Beckett, der Pianist John Taylor und Schlagzeuger John Webb gehörten. Die Combo wurde gelegentlich für Tourneen und Produktionen zu größeren Formationen erweitert.
Collier hat 19 Alben mit eigenen Werken veröffentlicht. In seinen zumeist groß angelegten Werken erprobte Collier auch flexiblere Formen und neuartige Improvisationsprinzipien. In The Day of the Dead experimentierte er mit Gedichten von Malcolm Lowry. Aus seinen jüngeren Einspielungen ist The Third Colour (1997) besonders herauszuheben.
Zunächst war Collier als Lehrer, Komponist für Film, Fernsehen und Theater, aber auch als Autor von Jazzlehrbüchern tätig. Während seiner Zeit an der Royal Academy of Music leitete er auch deren Big Band. Weiterhin gab er Meisterkurse an amerikanischen, asiatischen und europäischen Hochschulen.

### Auszeichnungen
- 1967 Förderpreis des britischen Arts Council
- 1987 Order of the British Empire

## Werke

### Diskografische Hinweise
- Workpoints (Cuneiform, 1967)
- Songs for My Father (Disconforme, 1970)
- Darius (Disconforme, 1974)
- New Conditions (Disconforme, 1976)
- Bread and Circuses (Jazzprint, 1990)
- Directing 14 Jackson Pollocks (Jazzcontinuum, 1997–2004)
- British Conversations (1975, ed. 2021), u. a. mit the Swedish Radio Jazz Group[2]
- Down Another Road at Stockholm Jazz Days ’69 (2023)

### Schriften
- Jazz – ein Führer für Lehrer und Schüler (Heinrichshofen, Wilhelmshaven 1982; engl. 1977) ISBN 3-7959-0283-5
- Inside Jazz (Quartet Books 1973)
- Compositional Devices (Berklee Press Publications, Boston, Mass. 1975)
- Cleo and John (Quartet Books 1976)
- Jazz Workshop the Blues (Universal Edition 1988) ISBN 0-900938-61-7
- Interaction – Opening Up the Jazz Ensemble (1998)